# Langenroda

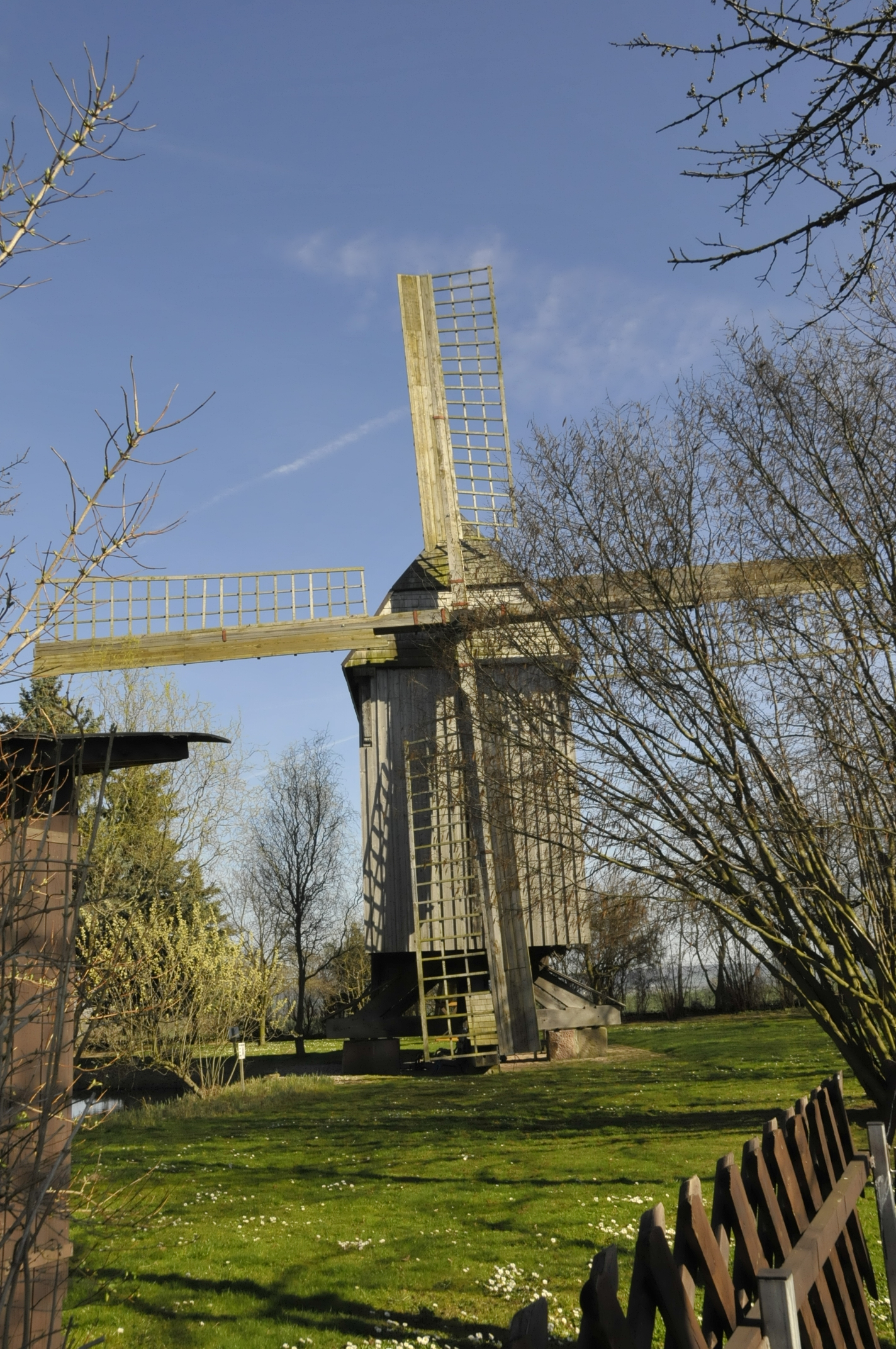
Bockwindmühle bei Langenroda

Langenroda ist ein Ortsteil der Landgemeinde Stadt Roßleben-Wiehe im Kyffhäuserkreis in Thüringen.

## Lage
Das langgestreckte Straßendorf liegt in einem tief eingeschnittenen Tal, das sich bis in die Hohe Schrecke und in die Finne zieht. Östlich des Ortsteils liegt die Unstrutniederung. Langenroda liegt am Rand des Naturschutzgebietes Hohe Schrecke, umgeben von ausgedehnten Buchenwäldern, Gärten, alten Kirschbaumplantagen, Obstanlagen und Wiesen.

## Geschichte
Am 1. Oktober 1312 wurde erstmals im Urkundenbuch I 445 vom Kloster Pforta der Ort als Langinrode erwähnt. 1452 kam Langenroda unter die Herrschaft der Familie  von Werthern. Im Jahr 1711 erhielt der Ort seinen ersten eigenen Prediger.
1869 Gründung der Freiwilligen Feuerwehr Langenroda, am 31. Dezember 2019 aufgelöst. Im Jahr 1901 wurde ein eigenes Schulhaus errichtet. 1945 wurden im Ort vorübergehend 265 Kriegsflüchtlinge aufgenommen.
Langenroda war seit dem 25. März 1994 Ortsteil von Wiehe.  Der Ortsteil hat 250 Einwohner. Am 1. Januar 2019 fusionierte Wiehe mit der Stadt Roßleben und den Gemeinden Donndorf und Nausitz zu der Stadt Roßleben-Wiehe.
Zwei Vereine prägen den Ort und das Leben der Dorfgemeinschaft, neben dem Großkaliberschützenverein „Zur Linde e. V.“ auch der am 10. September 2020 gegründete Landfrauenortsverein Langenroda.

## Sehenswürdigkeiten
- Das Gemeindebrauhaus „Gaststätte zum Wolfstal“ ist eine Besonderheit im Dorf.
- Die St.-Georgs-Kirche steht in der Mitte des Dorfes und wurde 1894 im neuromanischen Stil an der Stelle ihrer Vorgängerin errichtet, weil deren Turm in bedrohliche Schieflage geraten war. Für den Neubau benötigte man nur etwas mehr als ein halbes Jahr.

Neben dem Aufgang zur Kirche wird eine alte Tür von 1792 präsentiert, die, wie eine Infotafel offenbart, einen langen Weg hinter sich hat: Pfarrer Christoph Heinrich Spieler ließ die Tür im Jahre 1792 in der Vorgängerkirche einbauen. Als die Kirche 1894 neu errichtet wurde, wurde die noch brauchbare Tür verkauft und kam in der Dorfschmiede unter, wo sie bis 1992 blieb, als die Dorfschmiede zu einer Garage umgestaltet wurde. Die Tür wurde ausgebaut und in der Gemeindeverwaltung gelagert. 1999 wurde die Tür im Rathaus Wiehe eingelagert und sollte ins neue Heimatmuseum kommen. Dazu kam es im Jahre 2000 nicht, als das Heimatmuseum eröffnet wurde; die Tür wurde in das entstehende Schützenhaus „Am Spannhügel“ verlagert und 2005 in der Schießloge eingebaut. 2012 kam die Tür im Rahmen der 700-Jahr-Feier des Ortes an ihren heutigen Platz und ist somit nun der Öffentlichkeit zugänglich.
- Die gemauerten Backhäuser sind eine Seltenheit. So verfügen heute noch einige Höfe über funktionsfähige Backhäuser, in denen früher traditionell eigenes Brot und Blechkuchen gebacken wurden. Bei Dorffesten werden einige dieser Öfen regelmäßig in Betrieb genommen.
- In der Dorfmitte ist im Feuerwehrhaus neben der Alten Schule ein historischer Spritzenwagen ausgestellt.
- Nordöstlich der Ortslage steht eine im Jahre 1732 errichtete und in den Jahren 1999 und 2000 umfangreich restaurierte Bockwindmühle. Sie ist heute vollkommen funktionsfähig, jedoch nur von außen zu besichtigen.
- Jährlich wiederkehrende Bräuche wie das Sommer- und Wintersonnenwendfeuer, Schützenfest, thematische Dorffeste wie Teichfest, Backhausfest, Holzfest oder die Kirmes ziehen alljährlich ein Vielfaches der Einwohnerzahl als Gäste an.

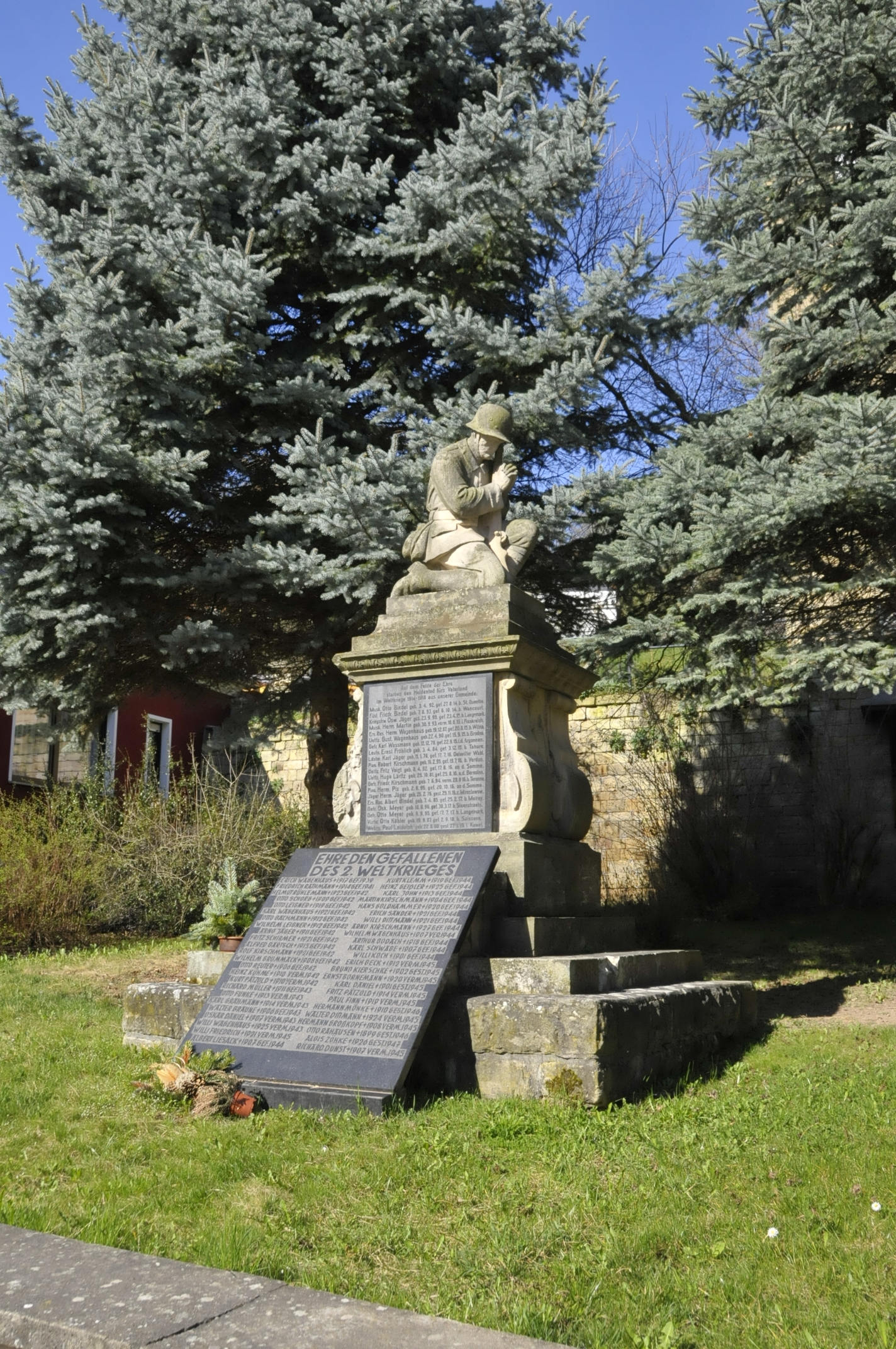
Kriegerdenkmal vor der Kirche
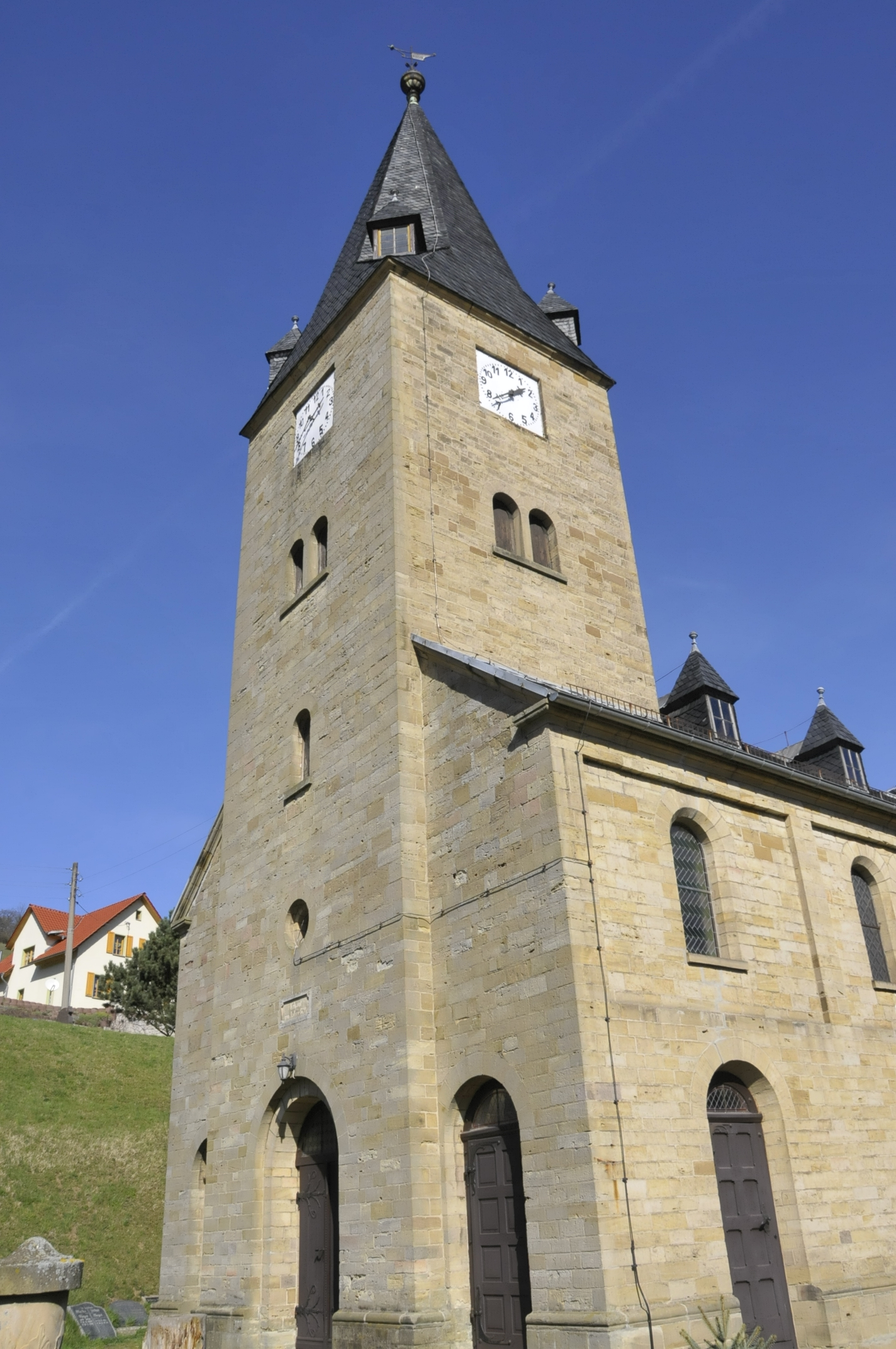
Kirche von Südwest
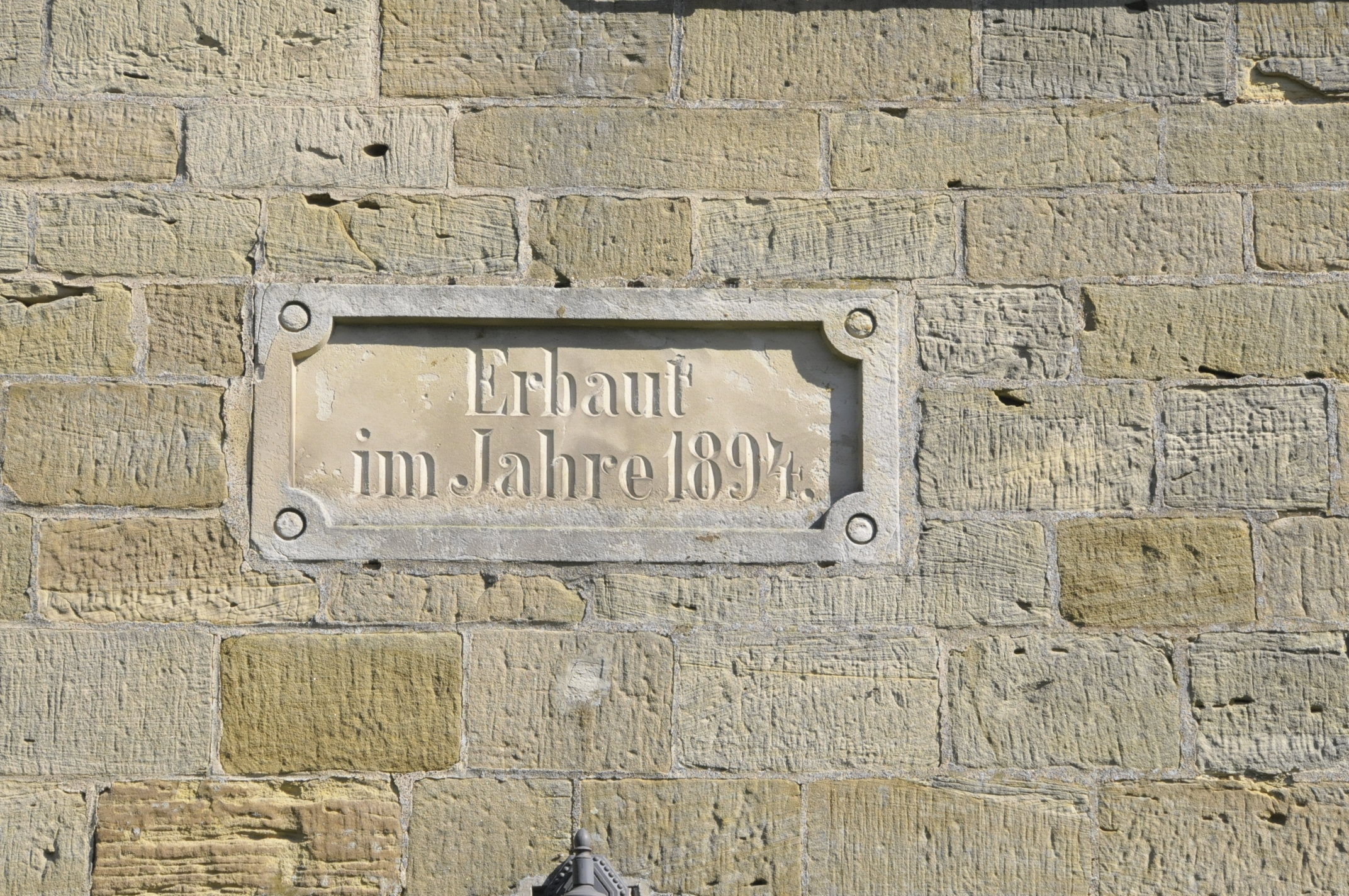
Inschrift über dem Eingangsportal
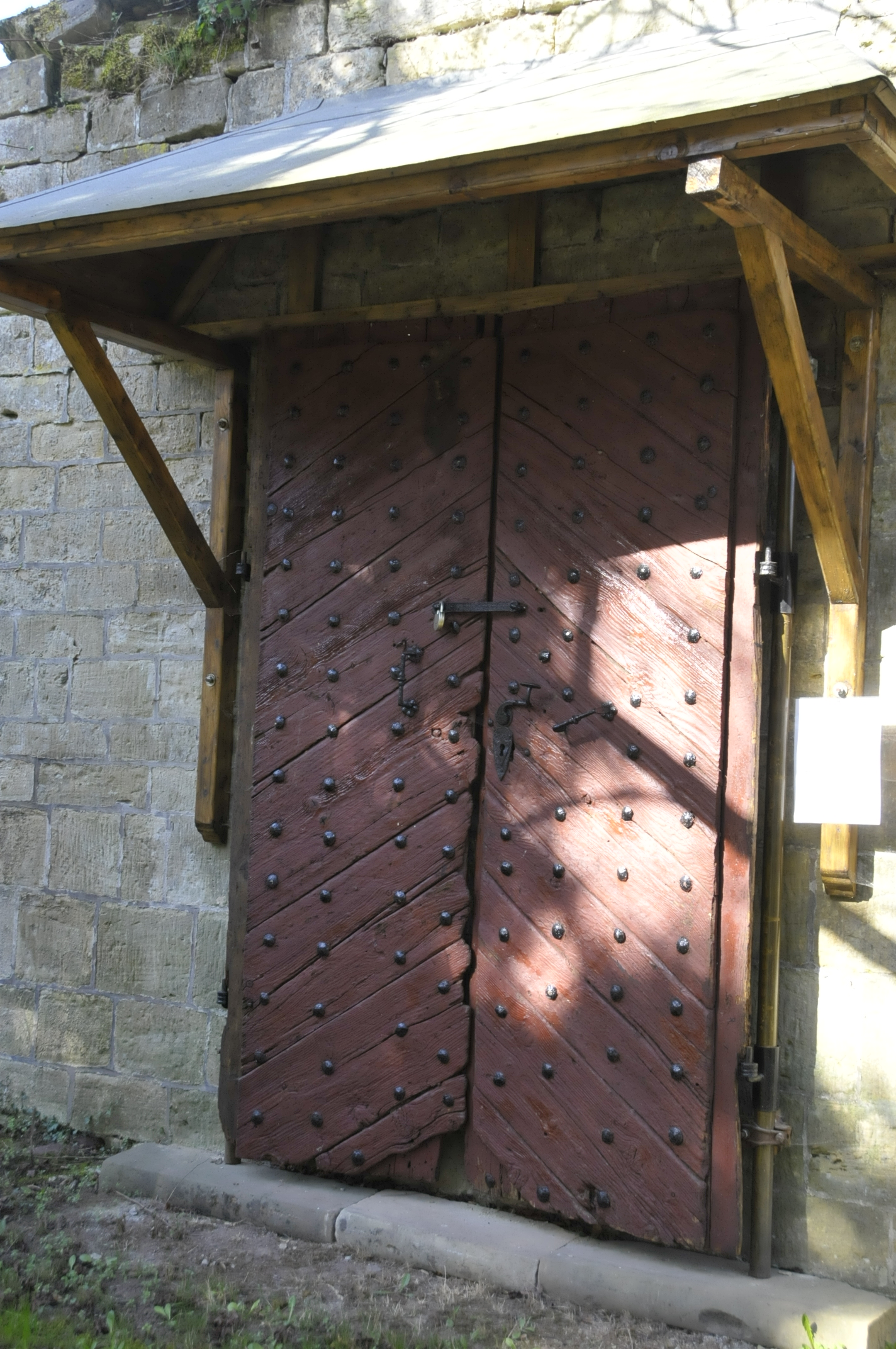
Die alte Tür von 1792